# Caius Veturius Cicurinus
Pour les articles homonymes, voir Veturius Cicurinus.
Caius Veturius Cicurinus est un homme politique romain du Ve siècle av. J.-C., consul en 455 av. J.-C.

## Famille
Il est membre des Veturii Cicurini, branche patricienne de la gens Veturia. Il est le fils d'un Publius Veturius, qui peut être identifié à Caius Veturius Geminus Cicurinus auquel Denys d'Halicarnasse donne le praenomen Publius.

## Biographie

### Consul (455)
En 455 av. J.-C., il est consul avec Titus Romilius Rocus Vaticanus,. Leurs mandats se déroulent durant une période de forte tension entre patriciens et plébéiens. Les tribuns de la plèbe revendiquent en vain depuis plusieurs années la mise par écrit des droits consulaires afin de lutter contre l’arbitraire des consuls, mais le vote du projet de lex Terentilia est sans cesse repoussé.
La cité latine de Tusculum demande l’aide de Rome contre les Èques qui ravagent son territoire. Les deux consuls lèvent une armée formée essentiellement d'éléments patriciens mais également de plébéiens volontaires, dont Lucius Siccius Dentatus. Ce dernier se fait remarquer pour avoir soutenu ouvertement le projet de loi contesté par les patriciens et se retrouve opposé à Titus Romilius qui le charge d'un mission périlleuse. Néanmoins, Dentatus survit et devient même tribun de la plèbe l'année suivante. Finalement, les Èques sont défaits près du mont Algide. Les consuls mettent en vente l’abondant butin pour renflouer un trésor public quasiment épuisé, frustrant de tout gain leurs soldats, essentiellement les plébéiens.

### Procès (454)
En représailles, et à l’issue de leur mandat, Caius Veturius et Titus Romilius sont poursuivis en justice par les élus plébéiens. Caius Veturius est condamné par l’édile plébéien Lucius Alienus à payer une amende considérable de 15 000 as. La condamnation à de telles amendes, Titus Romilius écope d'une amende de 10 000 as, semble poser problème et une loi est promulguée, qui fixe l'équivalence entre l'amende en têtes de bétail et sa valeur en bronze.

### Augure (453)
Peu après en 453 av. J.-C., les patriciens manifestent leur solidarité envers Caius Veturius qui intègre par cooptation le collège des augures, tous patriciens à l’époque, pour remplacer un augure, Caius Horatius Pulvillus, emporté par l’épidémie qui sévit à Rome,.

### Auteurs antiques
- Tite-Live, Histoire romaine, Livre III, 31-32 sur le site de l'Université de Louvain
- Diodore de Sicile, Histoire universelle, Livre XII, 4 sur le site de Philippe Remacle

### Auteurs modernes
- (en) T. Robert S. Broughton, The Magistrates of the Roman Republic : Volume I, 509 B.C. - 100 B.C., New York, The American Philological Association, coll. « Philological Monographs, number XV, volume I », 1951, 578 p.
- (en) Daniel Lynewood Smith, The Rhetoric of Interruption : Speech-Making, Turn-Taking, and Rule-Breaking in Luke-Acts and Ancient Greek Narrative, Walter de Gruyter, 2012, 337 p.
- (fr) Jean Gagé, « La Lex Aternia : L'estimation des amendes (multae) et le fonctionnement de la commission décemvirale de 451-449 av. J.-C. », L'antiquité classique, vol. 47, no 1,‎ 1978, p. 70-95 (lire en ligne)